# Marco Brenner
Marco Brenner (* 27. August 2002 in Augsburg) ist ein deutscher Radrennfahrer, der auf der Straße aktiv ist.

## Sportlicher Werdegang
Marco Brenner wurde als großes Talent im deutschen Radsport angesehen. Im Juniorenalter konnte er zahlreiche Siege im Straßenradsport einfahren, u. a. beim Giro della Lunigiana, der Saarland Trofeo und der Tour du Pays de Vaud. In den Jahren 2019 und 2020 wurde er jeweils Deutscher Juniorenmeister im Straßenrennen und Einzelzeitfahren, bei den UCI-Straßen-Weltmeisterschaften 2019 gewann er im Alter von 17 Jahren die Bronzemedaille im Einzelzeitfahren. In der Rad-Bundesliga startete er 2019 und 2020 für das Team Auto Eder Bayern, dem Nachwuchsteam von Bora-hansgrohe, und gewann in beiden Jahren die Gesamtwertung.
Neben den Straßenrennen nahm Brenner für das Team BEACON U19 an verschiedenen Cyclocross-Rennen teil und gewann in der Altersklasse U19 u. a. den Munich Super Cross, den GP Citta Di Jesolo und den Flückiger Cross Madiswil. Nach zwei zweiten Plätzen in den Vorjahren wurde er 2020 Deutscher Juniorenmeister im Cyclocross. Bei den UCI-Cyclocross-Weltmeisterschaften 2020 belegte er den 6. Platz.
Trotz seiner durch das Team Auto Eder Bayern engen Bindung an Bora-hansgrohe unterschrieb Brenner im Juni 2020 überraschend einen Vierjahresvertrag ab der Saison 2021 beim UCI WorldTeam DSM. Damit war er der jüngste Fahrer, der je einen Vertrag in der Pro- oder WorldTour unterschrieben hat. Mit Rang 24 beim La Flèche Wallonne 2021 gelang ihm in seinem ersten Erwachsenjahr sein erstes bedeutendes Ergebnis in einem Eliterennen. Mit der Vuelta a España 2022 nahm er erstmals an einer Grand Tour teil, bei der er mit Platz fünf auf der 12. Etappe sein bestes Saisonergebnis schaffte. Dasselbe Ergebnis schaffte er ein zweites Mal beim Einzelzeitfahren der Polen-Rundfahrt. Bestes Ergebnis 2023 war der zehnte Gesamtrang bei der Tour of Norway.
Nach drei Jahren beim Team DSM zog sein Team nicht die Option auf ein viertes Jahr. Daraufhin wechselte Brenner zur Saison 2024 zum Tudor Pro Cycling Team. Im März feierte er bei der Settimana Internazionale Coppi e Bartali seinen ersten Sieg als Profi, als er die Auftaktetappe nach einem kurzen Solo gewann. Am 23. Juni 2024 wurde Brenner in Bad Dürrheim Deutscher Meister im Straßenrennen. Bei den Weltmeisterschaften im September in Zürich war er Mitglied der deutschen Mixed-Staffel, die die Silbermedaille gewann. 

## Ehrungen
2020 wurde Marco Brenner zum deutschen Nachwuchs-Radsportler des Jahres gewählt.

## Sonstiges
Marco Brenner ist Namensgeber und Sponsor der Juniorenmannschaft Team Marco Brenner.

## Erfolge
2019
- drei Etappen und Punktewertung Giro della Lunigiana
- Gesamtwertung, eine Etappe, Bergwertung und Nachwuchswertung Oberösterreich Juniorenrundfahrt
- eine Etappe und Nachwuchswertung Saarland Trofeo
- Grand Prix Général Patton
- Gesamtwertung, drei Etappen und Nachwuchswertung Tour du Pays de Vaud
- Nachwuchswertung Course de la Paix Juniors
- Deutscher Meister (Junioren) – Straßenrennen, Einzelzeitfahren
- Weltmeisterschaften (Junioren)– Einzelzeitfahren
- Gesamtwertung Rad-Bundesliga – Junioren

2020
- eine Etappe Grand Prix Rüebliland
- Deutscher Meister (Junioren) – Straßenrennen, Einzelzeitfahren
- Europameisterschaften (Junioren) – Einzelzeitfahren
- Deutscher Meister (Junioren) – Cyclocross
- Gesamtwertung Rad-Bundesliga – Junioren

2024
- eine Etappe Settimana Internazionale Coppi e Bartali
- Deutscher Meister – Straßenrennen
- Nachwuchswertung Czech Tour
- Weltmeisterschaften – Mixed-Staffel (mit Miguel Heidemann, Maximilian Schachmann, Franziska Koch, Liane Lippert und Antonia Niedermaier)

## Wichtige Platzierungen
| Grand Tour            | 2022 | 2023 | 2024 | 2025 |
| --------------------- | ---- | ---- | ---- | ---- |
| Giro d’ItaliaGiro     | –    | –    | –    | DNF  |
| Tour de FranceTour    | –    | –    | –    | …    |
| Vuelta a EspañaVuelta | 74   | –    | –    | …    |

| Monument           | 2025 |
| ------------------ | ---- |
| Mailand–Sanremo    | 127  |
| Flandern-Rundfahrt | –    |